# アデーレ・サンドロック
アデーレ・サンドロック（Adele Sandrock、1863年8月19日 - 1937年8月30日）は、ドイツの女優。

## 出演作品
- 紅天夢
- 春のパレード
- 聯隊の花嫁
- 薔薇の寝床
- 勝利者
- 朝やけ
- 會議は踊る
- 阿修羅王国
- ドクトル・マブゼ
- 巨人ゴラン